# Adolf Franke (Elektrotechniker)
Ludwig Adolf Constantin Georg Hermann Franke (* 7. Dezember 1865 in Lingen, Königreich Hannover; † 11. September 1940 in Berlin) war ein deutscher Elektrotechniker.

## Leben
Adolf Franke war Sohn des Direktors der Lingener Oberschule und besuchte das Gymnasium in Celle. In einem feinmechanisch-elektrischen Unternehmen lernte er die Grundlagen der Mechanik und Schwachstromtechnik. Ab 1884 studierte er Physik und Mathematik in Heidelberg und Berlin. Im Wintersemester 1884/85 trat Franke in Heidelberg der Studentenverbindung Leonensia bei. Er betrieb elektrotechnische Studien an der TH Hannover und war wissenschaftlicher Hilfsarbeiter am Telegrapheningenieurbüro der Reichspost in Berlin. Hier wurde damit begonnen, die elektrischen Vorgänge der Fernmeldetechnik wissenschaftlich zu untersuchen. 
An der TU Berlin wurde Franke 1891 mit der Arbeit Die elektrischen Vorgänge in den Fernsprechleitungen und -Apparaten zum Dr. phil. promoviert. Mit einem selbst entwickelten elektromechanischen Tonfrequenzdynamo (Franke’schen Maschine), der noch lange gebräuchlich war, unternahm er Messungen an Fernsprechleitungen. 1892 schied er aus dem Postdienst aus und ging als Oberingenieur zur Urania-Säulengesellschaft, wo er zwei Jahre später bei der Umwandlung zur Normalzeit (später „Telefonbau und Normalzeit“, siehe Tenovis) Direktor wurde. 
Franke wechselte 1896 zu Siemens und wurde im Charlottenburger Werk Assistent des Physikers August Raps (1865–1920). Hier entwickelte er zuerst Präzisionsmessgeräte, baute den Börsendrucker zum elektrischen Ferndrucker um und entwarf 1912 Siemens-Schnelltelegrafen (bis 1000 Zeichen/Minute). Mit dem Aufkommen der Verstärkerröhren ab 1906 erforschte er die Gesetzmäßigkeiten der Hochfrequenztechnik. Mit Karl Ferdinand Braun entwickelte er um 1903 einen Resonanz-Wellenmesser (Franke-Dönitz’scher Wellenmesser), den ersten Spektralanalysator, mit dem gleichzeitig Kapazitäten, Induktivitäten, Kopplungsfaktoren, Dämpfungen ermittelt werden konnten.

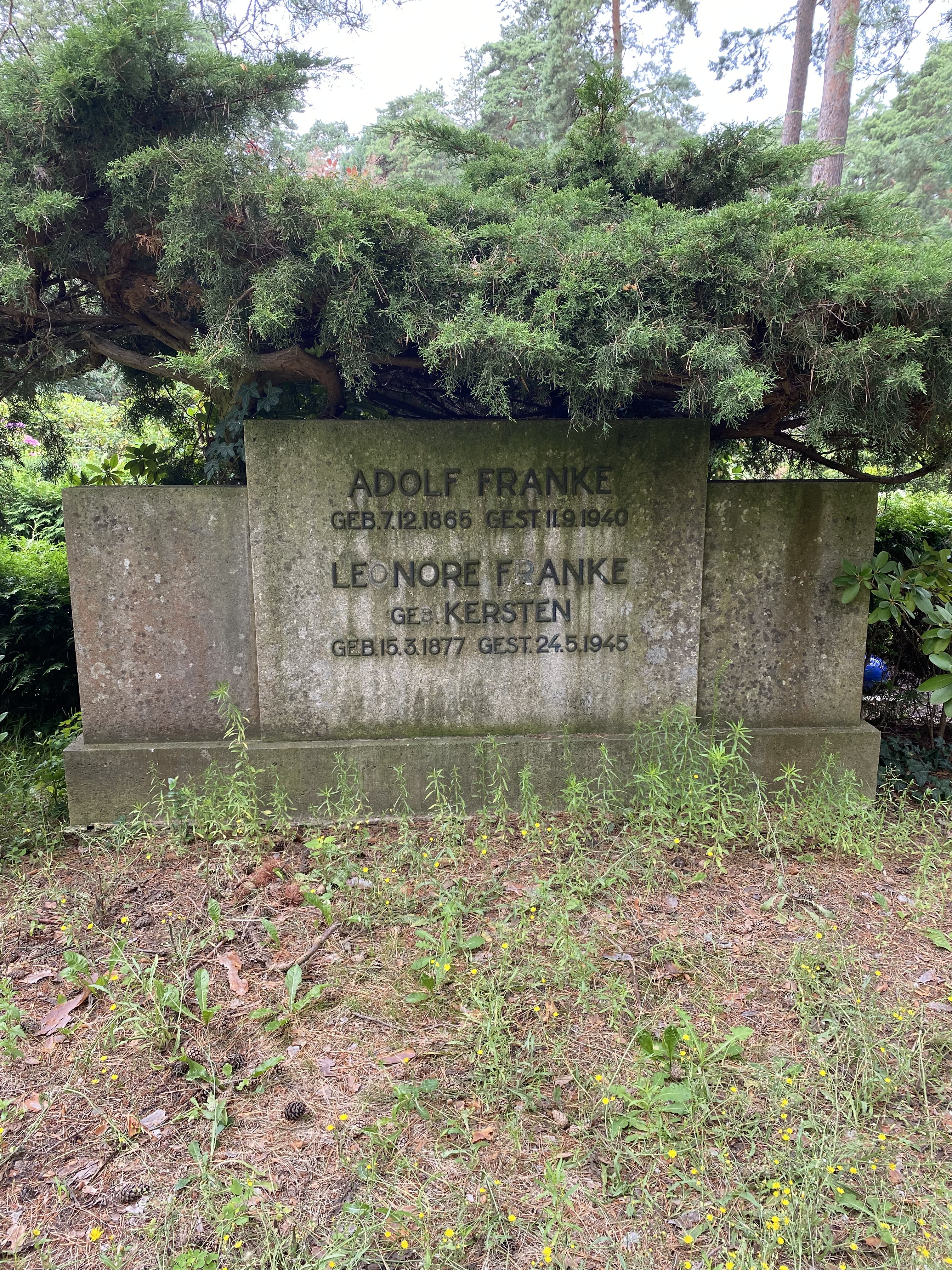
Grabstätte auf dem Waldfriedhof Dahlem (2023)

1903 wurde Franke bei Siemens & Halske stellvertretendes Vorstandsmitglied und 1908 ordentliches Vorstandsmitglied. Von 1921 bis 1932 war er Vorsitzender im Vorstand.
1922 initiierte er den Verein Fachschule für feinmechanische Technik. Im selben Jahr verlieh ihm die TH Berlin-Charlottenburg die Ehrendoktorwürde. Zwei Jahre später wurde er Ehrensenator der TH Dresden.
Seine letzte Ruhestätte fand Adolf Franke auf dem Waldfriedhof Dahlem (Feld 015).